# リスジプラム
リスジプラム（Risdiplam）は、脊髄性筋萎縮症（SMA）の治療に使用される薬剤で、この疾患の治療に承認された最初の経口薬である。運動神経細胞生存遺伝子2指向性のRNAスプライシング修飾薬である。
臨床試験では、発熱、下痢、発疹、口内炎、関節痛、尿路感染などが主な有害事象として認められた。また、乳幼児期に発症した集団では、上気道感染、肺炎、便秘、嘔吐などの有害事象が認められた。
2020年8月に米国食品医薬品局 (FDA) より、生後2か月以上の小児および成人の治療薬として承認された。日本では2021年6月に承認された。

## 効能・効果

### 日本
- 脊髄性筋萎縮症（早産児および生後2か月未満の乳児に対する有効性および安全性は確立していない）[10]

### 米国
- 生後2か月以上の脊髄性筋萎縮症の治療[3][4]

## 副作用
重大な副作用は知られていない。
2つの臨床試験において、投与された患者は偽薬群と比較し、以下の有害事象が5%以上の頻度で発生した。
- 発熱、下痢、発疹、口の周りの潰瘍、関節痛（人工関節痛）、尿路感染症

また、乳幼児期に発症した集団ではさらに、
- 上気道感染、肺炎、便秘、嘔吐など

の有害事象が発現した。
多剤対向輸送タンパク（MATE）基質である薬剤の血漿濃度を増加させる可能性があるため、これらをリスジプラムと共に服用してはならない。

## 作用機序
脊髄性筋萎縮症（SMA）の根本的な原因である、運動神経細胞生存タンパク質（SMNタンパク質）の量の減少に対処する。このタンパク質は、SMN1 およびSMN2 遺伝子によってコード化されている。健常人では専らSMN1 から完全型のSMNが産生される一方、SMN2 から産生されるSMNはその9割でエクソン7を欠き、不安定で容易に分解される。SMAは、活性型のタンパク質をコードするSMN1 の突然変異によって引き起こされる。SMN2 から産生される完全型SMNはSMN1 よりも遥かに少量であるが、SMN2 のコピー数が病気の重症度を決定する傾向にある。
この化合物はピリダジン誘導体であり、SMN2 伝令RNAのスプライシングを変更させてエクソン7を含むようにすることで、生体内の機能的なSMNタンパク質の濃度を増加させる。
SMAの治療薬として初めて承認されたヌシネルセンは、イントロンスプライシング静止因子N1（ISS-N1）を標的としたアンチセンス核酸で、SMN2 のmRNAスプライシングも変化させる。

## 有効性
現在進行中の臨床試験では、乳児期および後期発症のSMAにおけるリスジプラムの安全性と有効性が評価されている。
41名の被験者を対象とした非盲検試験である乳児期発症のSMA試験では、少なくとも5秒間サポートなしで座ることができるか否かにもとづいて有効性が確認された。12か月間の治療後、29%の被験者が5秒以上自立して座ることができた。治療開始から23か月以上経過した時点で、81%の被験者が永久人工呼吸器なしで生存していた。この研究では、プラセボを投与された（無治療の）子供達との直接比較は行われていないが、未治療の疾患の典型的な経過と比較して良好な結果と言える。
遅発性SMAの研究は、無作為化比較試験で、2歳から25歳までの重症度の低いSMA患者180名が登録された。リスジプラムを12か月間投与した被験者は、プラセボを投与した被験者と比較して、運動機能の改善が認められた。
非盲検の第II/III相試験では、生後1か月から7か月の乳児21名が登録され、2021年に用量決定および安全性に関する初期段階が終了した。動物モデルで見られた副作用である網膜毒性は、本試験対象者には認められなかった。また、機能性SMNタンパク質の血中濃度の上昇が認められた。

## 承認
米国では、2020年8月に販売承認が与えられた。米国食品医薬品局(FDA)はこれに先立ち、迅速承認、優先審査、希少疾病用医薬品指定の申請を認可した。
欧州医薬品庁（EMA）は、2018年にリスジプラムの優先医薬品指定を、2019年に希少疾病用医薬品指定を与えた。
日本では厚生労働省から2019年3月に希少疾病用医薬品に指定され、2021年6月に承認された。
2020年8月現在、ブラジル、チリ、中国、欧州連合、インドネシア、ロシア、韓国、台湾で販売承認が申請されている。